# Яловець (округ Пр'євідза)
Яловець (словац. Jalovec) — село, громада округу Пр'євідза, Тренчинський край. Кадастрова площа громади — 6.02 км².
Населення 575 осіб (станом на 31 грудня 2020 року).

## Історія
Яловець згадується 1430 року.

## Населення
| Рік:            | 1994. | 2004.   | 2014.   | 2024.   |
| --------------- | ----- | ------- | ------- | ------- |
| Кількість осіб: | 526   | 561     | 585     | 591     |
| Різниця:        |       | +6,65 % | +4,27 % | +1,02 % |

| Рік:            | 2023. | 2024.   |
| --------------- | ----- | ------- |
| Кількість осіб: | 582   | 591     |
| Різниця:        |       | +1,54 % |